# SNAPC3
SNAPC3‏ (Small nuclear RNA activating complex polypeptide 3) هوَ بروتين يُشَفر بواسطة جين SNAPC3 في الإنسان.

## التفاعل
لقد ثبت أن SNAPC3 يتفاعل مع SNAPC1 وبروتين ورم أرومة الشبكية.